# 마헤러 브뤼흐

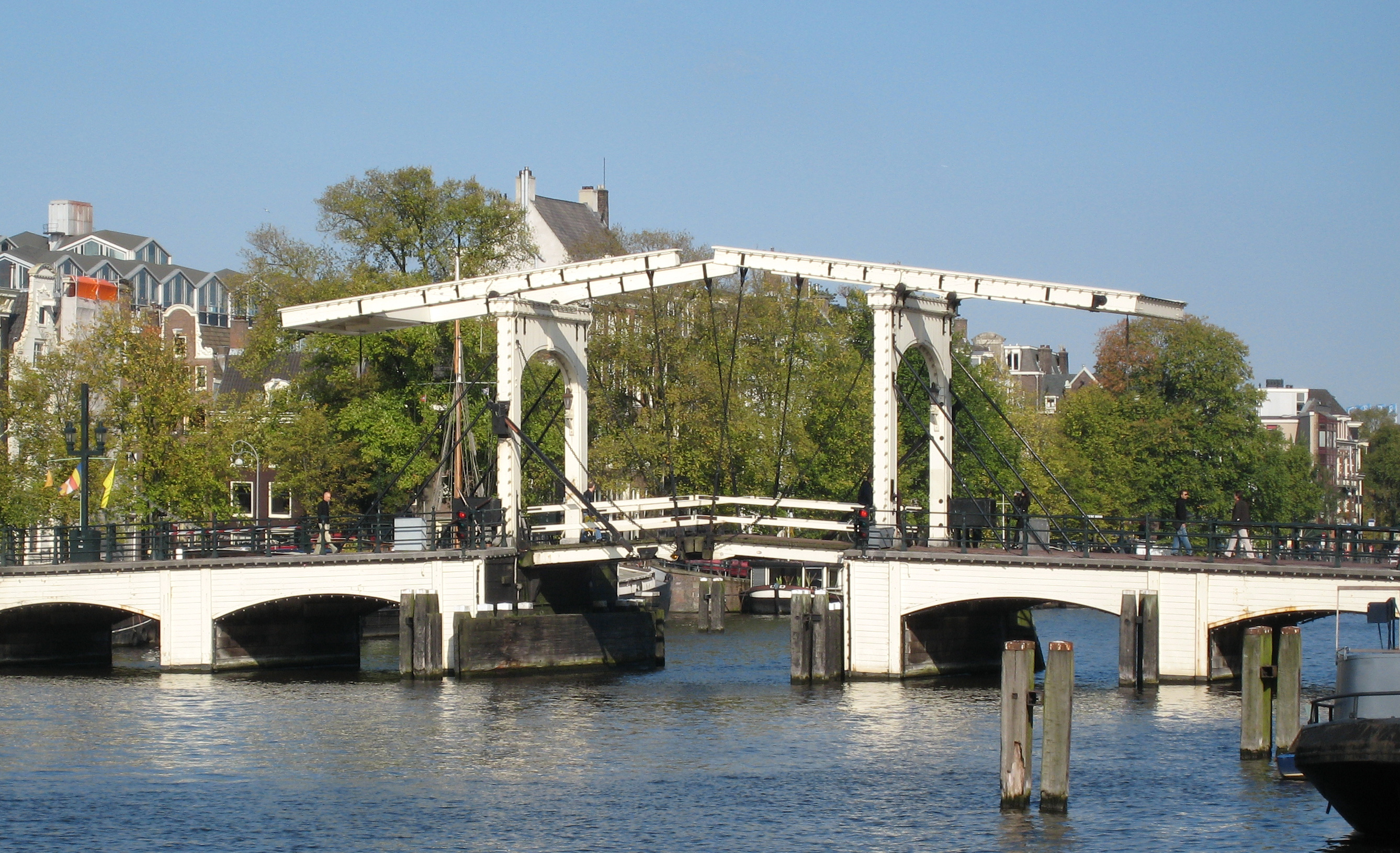
마헤러 브뤼흐

마헤러 브뤼흐(네덜란드어: Magere Brug)는 네덜란드 암스테르담에 위치한 다리이다. 다리 이름은 네덜란드어로 "얇은 다리"를 뜻한다. 암스테르담 운하의 케이저르 운하(Prinsengracht, 황제의 운하)와 프린선 운하(Prinsengracht, 왕자의 운하) 사이에 위치한다.
1691년에 완공된 도개교로서 하얀색으로 칠한 나무로 만든 것이 특징이다. 원래는 13개의 아치를 가진 다리였지만 1871년에 9개의 아치를 가진 다리로 교체되었다. 1934년에 현재의 다리가 완공되었다. 2003년부터는 차량 통행이 제한되고 있으며 보행자, 자전거 전용 도로로 사용되고 있다. 선박이 통행하는 동안에는 다리를 들어올린다.